# ミルク フロート

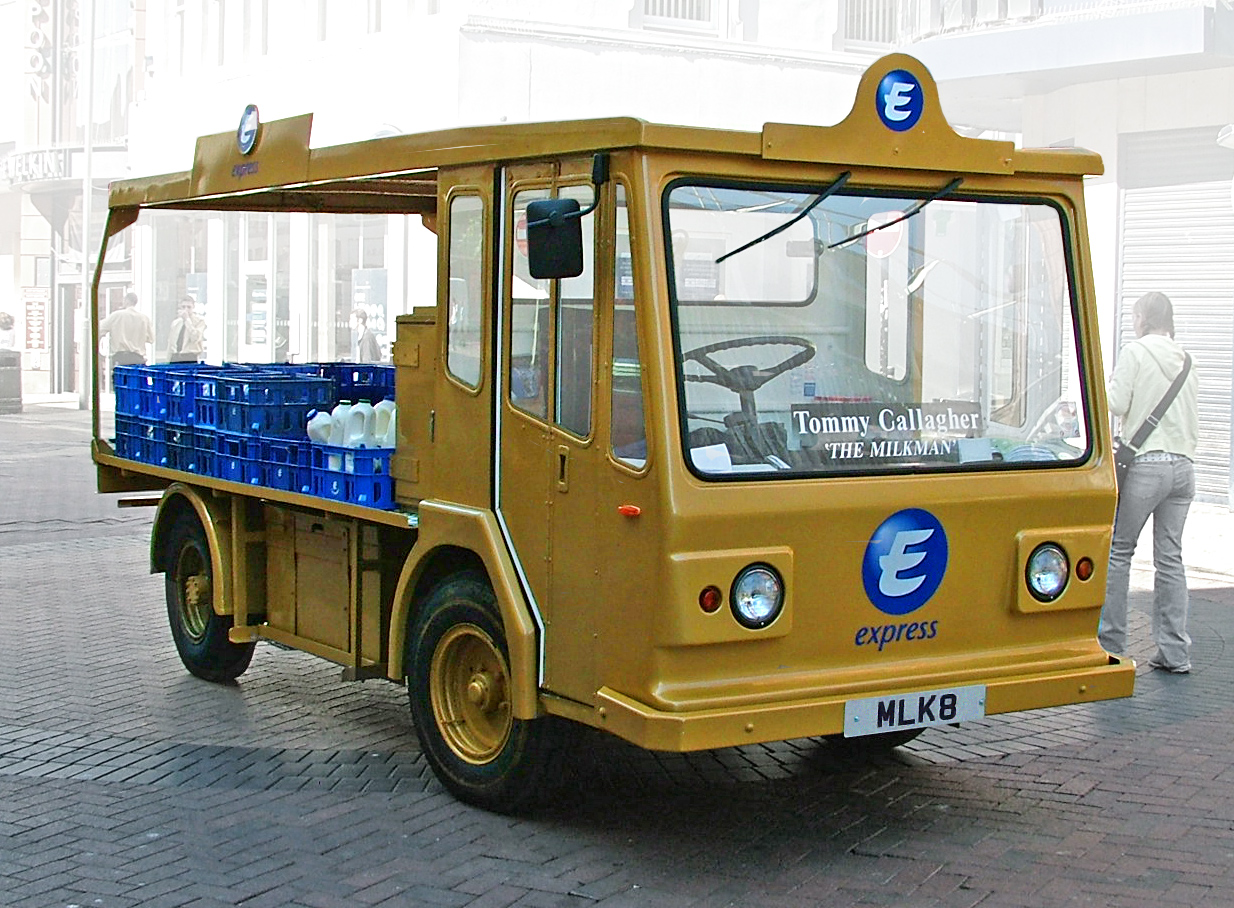
リバプールのミルク フロート

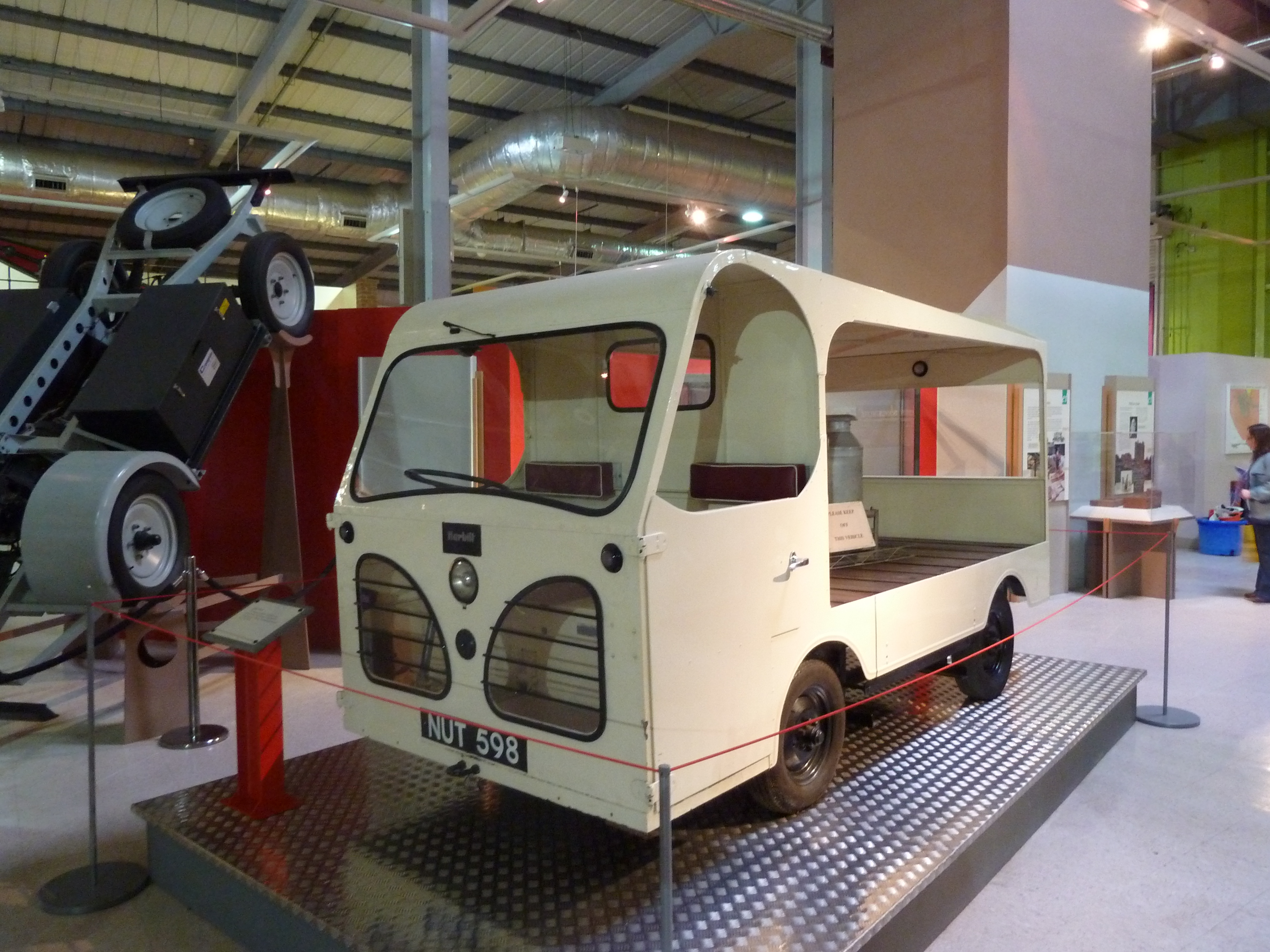
博物館で展示されるミルク フロート

ミルク フロート (Milk Float) とは牛乳配達用の自動車である。主にイギリスで電気自動車で運行される。

## 概要
イギリスではかつては馬車で牛乳を配達していたが、20世紀になってから電気自動車に置き換えられた。早朝に予め決められた配達地域を走行するので1日の走行距離が決まっており、電気自動車が適していた。

## 性能
もともと短距離を低速で走行する仕様だったので鉛蓄電池が使用される。内燃機関の自動車よりもランニングコストが安い。構造上高速走行には適さず、衝突安全基準が日本国内での基準を満たしていない。21世紀に入ってからは徐々にパワーエレクトロニクスや無整流子電動機等の新技術が取り入れられ、改良されつつある。